# Страшів (станція)
Стра́шів — лінійна пасажирська залізнична станція Рівненської дирекції залізничних перевезень Львівської залізниці.
Розташована у селищі Страшеве Сарненського району Рівненської області на лінії Сновидовичі — Сарни між станціями Клесів (10 км) та Сарни (12 км).
На станції зупиняються лише приміські потяги. Вони курсують о 6:34 та о 19:21 на Сарни та о 10:25 і 21:20 на Олевськ.
Залізничну станцію було відкрито 1902 року під такою ж назвою при будівництві лінії Київ — Ковель.